# 오스틴 파워 (1999년 영화)
《오스틴 파워: 나를 쫓아온 스파이》(영어: Austin Powers: The Spy Who Shagged Me)는 1999년 개봉한 미국의 첩보 코미디 영화이다. 《오스틴 파워: 제로》(1997)의 속편이며, 《오스틴 파워 3: 골드멤버》(2002)로 이어진다.

## 줄거리
전편에서 닥터 이블의 지구 파괴를 막고 버네사와 신혼의 단꿈에 젖어있던 오스틴 파워스.
하지만 버네사는 닥터 이블이 보낸 사이보그였다!
냉동 로켓을 타고 다시 지구로 돌아온 닥터 이블은 오스틴을 제거하기 위해 1969년으로 시간 여행하여 냉동 상태인 오스틴에게서 힘의 원천 모조(Mojo)를 훔쳐낸다. 오스틴은 모조를 되찾기 위해 1969년 과거로 돌아간다.
한편 닥터 이블은 달 기지에 레이저 빔을 설치하고 또 다시 지구 정복 음모를 꿈꾸는데...

## 출연
- 마이크 마이어스 - 오스틴 파워스 / 닥터 이블 / 팻 배스터드(뚱보 팻) 역
- 헤더 그레이엄 - 펄리시티 섀그웰 역
- 마이클 요크 - 배질 엑스퍼지션 역
- 로버트 와그너 - 넘버 2 역
- 롭 로 - 젊은 넘버 2 역
- 민디 스털링 - 프라우 파비시나 역
- 세스 그린 - 스콧 이블 역
- 번 트로이어 - 미니미 역
- 엘리자베스 헐리 - 버네사 켄징턴 역
- 지아 커리디스 - 로빈 스피츠스왈로스 역
- 윌 페럴 - 무스타파 역
- 클린트 하워드 - 존슨 리터 역
- 크리스틴 존스턴 - 아이바나 험팰럿 역
- 제프 갈린 - 사이클롭스 역
- 찰스 네이피어 - 호크 장군 역
- 팀 로빈스 - 리처드 닉슨 역
- 케빈 듀랜드 - 바주카 명사수 조 역
- 프레드 윌러드 - 우주선 선장 역
- 데이비드 케크너 - 부조종사 역
- 레이철 윌슨 - 우디 해럴슨 팬 역
- 제니퍼 쿨리지 - 축구 경기를 관람하던 여성 역
- 버트 배커랙 - 본인 역
- 엘비스 코스텔로 - 본인 역
- 제리 스프링어 - 본인 역
- 리베카 로메인 - 본인 역
- 우디 해럴슨 - 본인 역
- 윌리 넬슨 - 본인 역

## 기타 제작진
- 협력 제작: 에마 체이신
- 배역: 주얼 베스트럽, 진 매카시
- 미술: 러스티 스미스
- 의상: 디나 어펠

## 우리말 녹음
SBS 성우진 (2000년 5월 12일)
- 이인성 - 오스틴 파워(마이크 마이어스)
- 장광 - 닥터 이블(마이크 마이어스)
- 김소형 - 뚱보 팻(마이크 마이어스)
- 함수정 - 펄리시티(헤더 그레이엄)
- 박태호 - 배질(마이클 요크)
- 엄주환 - 넘버 2(로버트 와그너/롭 로)
- 김민석 - 스콧(세스 그린)
- 김지민 - 버네사(엘리자베스 헐리)
- 기경옥 - 파비시나(민디 스털링)
- 순동운
- 이재정
- 김강산
- 김혜미